# Солонцы (Юрьевский район)
Солонцы (укр. Солонці,  до 2016 года — Комсомольское, укр. Комсомольське) — село,
Александровский сельский совет,
Юрьевский район,
Днепропетровская область,
Украина.
Код КОАТУУ — 1225980203. Население по переписи 2001 года составляло 0 человек .
По данным 1987 года население села было 10 человек.

## Географическое положение
Село Солонцы находится на расстоянии в 1 км от села Привольное (Новомосковский район).